# Freden i Helsingborg

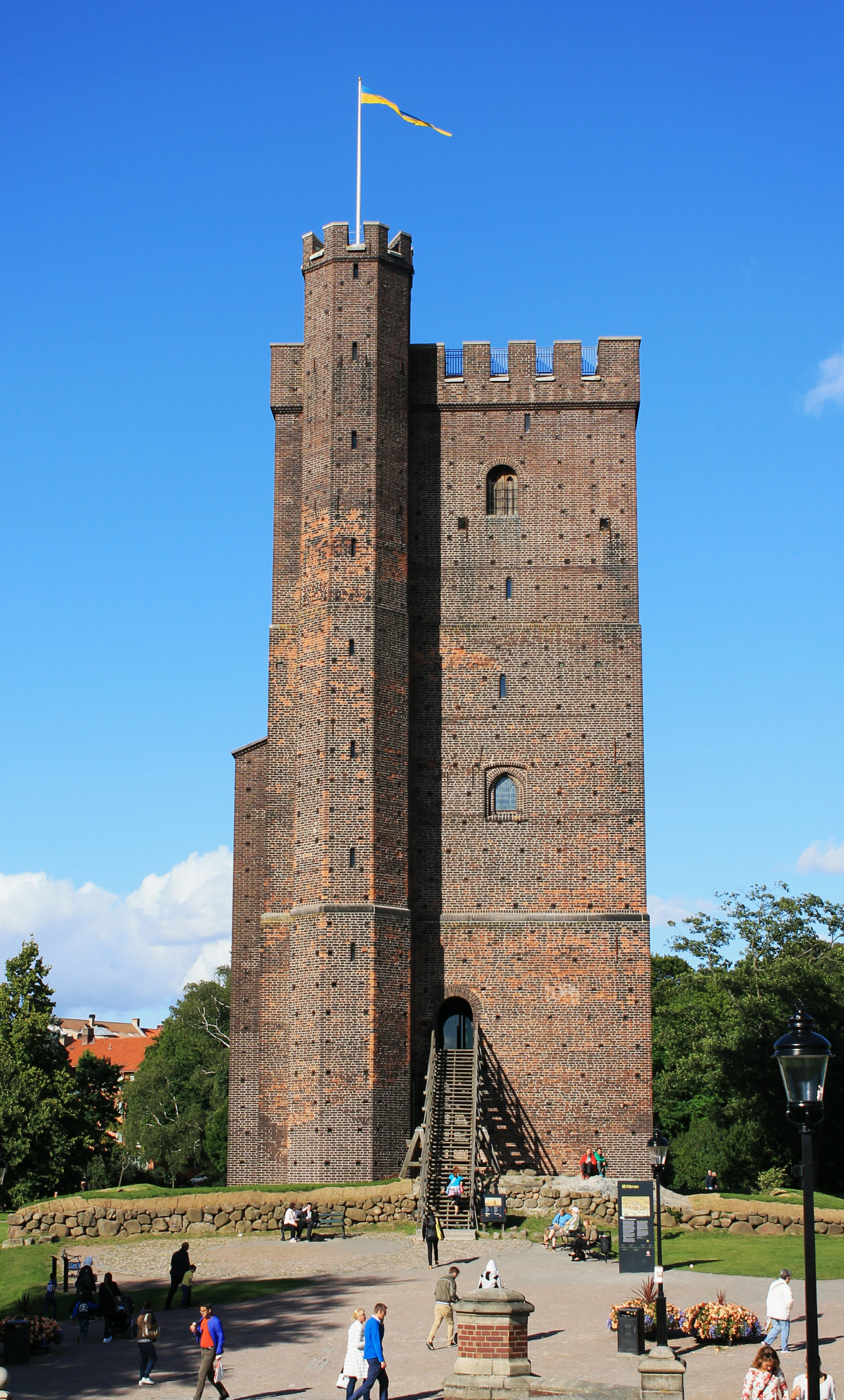
Kärnan, enda resten av Helsingborgs slott, började troligen uppföras strax efter fredsfördraget och stod klar i slutet av 1310-talet.

Freden i Helsingborg var en fred mellan Sverige, Danmark och Norge som slöts i Helsingborg den 17 juli 1310.

## Bakgrund
Birger Magnusson, Magnus Ladulås son, kröntes den 2 december 1302 till kung över Sverige i Söderköping, efter en 12 år lång förmyndarregering under marsken Torgils Knutsson. Han kom dock snart i konflikt med sina två bröder, Erik, hertig av Södermanland och Valdemar, hertig av Finland, vilka, med Erik i spetsen, eftersträvade större makt. Hertigarna hade kontaktat kyrkan för att utöka sitt inflytande, vilket ledde till varningar från både marsken och kungen. Detta ville hertigarna inte finna sig i, utan de flydde till Norge där de fick beskydd och stöd av den norske kungen, Håkon Magnusson, som också var Eriks svärfar. Den norske kungen förlänade staden Kungahälla i Bohuslän åt bröderna och därfirån utförde de plundringsräder in i Västergötland, vilket fick kungen och marsken att konfiskera Erik och Valdemars egendomar. Hertigarna tog därför år 1305 till en ny strategi där de hävdade sin ånger och bad om kungens förlåtelse i utbyte mot ett löfte om att stå kungen bi mot dennes fiender. Detta lyckades och de fick tillbaka sina egendomar. Genom att stöda ett uppror mot den danska kungen Erik Menved i Halland hade dessutom hertig Erik lyckats förläna landskapets norra delar och ytterligare förstärkt sin position. Han övertalade även kung Birger att avsätta och avrätta den kungatrogna marsken Torgils Knutsson.
Med marsken ur vägen kunde Erik och Valdemar rikta sin uppmärksamhet mot kung Birger. Vid ett Mickelsmässfirande som kungen höll på gården Håtuna i närheten av Sigtuna år 1306 anlände plötsligt hertigarna med ett väpnat följe, men blev av sin bror inbjudna till att delta i festligheterna. När gästerna lagt sig för kvällen stormade hertigarnas män in i kungens sovkammare och tog honom till fånga tillsammans med drottningen och ärkebiskopen. Kungen fängslades på Nyköpingshus medan hertigarna, i realiteten Erik, tog över styret av landet. Kuppen kom att benämnas Håtunaleken. Den danske kungen, tillika Birgers svåger, Erik Menved ingrep dock strax efter, men med hjälp av kung Håkon av Norge stod hertigarna emot. 1308 slöts ett avtal mellan hertig Erik och Birger, som innebar att kungen släpptes mot en större summa pengar, men var i praktiken maktlös. Samtidigt hade dock alliansen med kung Håkon brutits efter tvister om landområdena i norra Halland och vid en överenskommelse i Köpenhamn samma år bildades ett trekungaförbund mellan Erik Menved, Håkon och Birger mot de två hertigarna. Strax efter drog norska trupper in i Västergötland, medan danska trupper invaderade Småland och hertig Erik drog sig tillbaka till Kalmar. Förstärkt med nya trupper gjorde hertig Erik en framgångsrik motoffensiv och ett vapenstillestånd undertecknades, vilket bekräftades vid freden i Oslo 1310.

## Parterna möts i Helsingborg
Erik Menved, den avsatte Birger Magnusson, hertigarna Erik och Valdemar samlades i juli 1310 på Helsingborgs slott. Kung Håkon kunde inte medverka, men sände en delegation till staden. Därtill var bland annat hertig Kristoffer av Halland, greve Gerhard av Holstein och Henrik av Mecklenburg närvarande. Målet var att dels få slut på striderna mellan Norge, Danmark och Sverige, dels att lösa den tvist mellan Birger och hans två bröder som börjat i och med Håtunaleken.
Under förhandlingarna slöts två fredsfördrag. I det första fördraget den 17 juli slöts fred mellan alla de stridande parterna och hertig Eriks anspråk på Norges krona upphävdes. Det andra fördraget från den 20 juli dikterade att Birger skulle återinsättas på Sveriges tron, men att det svenska riket skulle delas mellan de tre bröderna. Kung Birger erhöll de östra delarna av landet med Gotland och Viborgs län. Erik fick de västsvenska landsändarna samt Kalmar län och Valdemar fick Uppland, Finland och Öland. Till detta beslutades att hertig Erik skulle behålla norra Halland, men att han skulle överge sina krav på Norges krona. Alla riksdelarna skulle dessutom överlåtas genom arv.

## Efterspel
Freden som slöts i Helsingborg hade till synes verkan då det svenska riket under ett antal år var lugnt. Däremot var stämningen mellan bröderna spänd och kung Birger hade inte glömt Erik och Valdemars bedrägeri vid Håtuna. Det faktum att han inte var kung över hela sitt rike gjorde att han önskade ett enande av landet. Det fanns även fler starka krafter som ogillade delningen av riket, särskilt inom kyrkan och adeln. När rykten om ett uppror mot Birger och Erik Menved, stött av hertig Erik, började florera beslutade Birger därför att handla. Han bjöd in sina två bröder att fira jul i Nyköpingshus, vilket de efter viss tvekan tackade ja till. Efter festligheterna bröt sig Birgers män in till de två sovande hertigarna, som togs till fånga. Tillfångatagandet av hertigarna mötte dock till Birgers förvåning stort motstånd och återigen kastades riket in i krig. Stödda av kung Håkon drev hertigarnas anhängare tillbaka Birgers trupper och belägrade Nyköpingshus. Birger ansåg sig tvingad att fly till Visby och sökte sig sedan till Helsingborg, där han fick Erik Menveds beskydd. I augusti 1318 kapitulerade Nyköpingshus och man fann där de två hertigarna döda av svält. Kriget slutade dock inte där utan spred sig till Skåne där hertigarnas anhängare belägrade Helsingborgs slott. Slottet kunde inte intas och fredsförhandlingar inleddes i Roskilde där ett treårigt vapenstillestånd avtalades medan Birger med familj förvisades från Sverige. För att undvika en återkomst av Birger till Sverige utnämndes snart efter hertig Eriks son, Magnus, till kung.